# Polônia nos Jogos Olímpicos de Verão de 1956
A  Polônia competiu nos Jogos Olímpicos de Verão de 1956, em Melbourne, na Austrália.